# Lucius Domitius Ahenobarbus (consul in 16 v.Chr.)
Lucius Domitius Ahenobarbus was, zover bekend, de enige zoon van Gnaius Domitius Ahenobarbus.

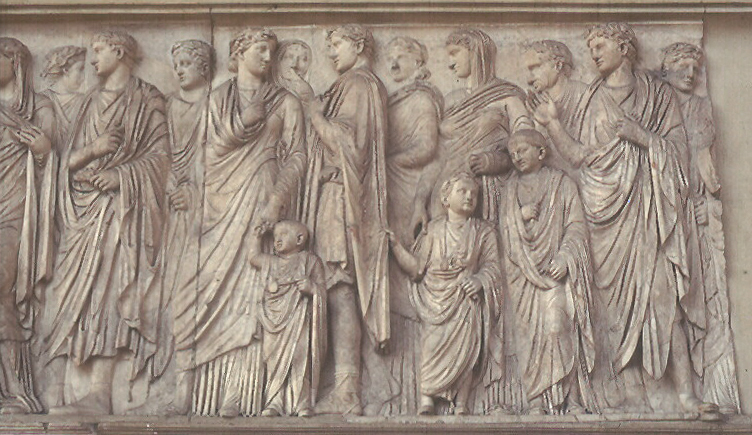
Lucius Domitius Ahenobarbus zou volgens een studie uit 2003 zijn afgebeeld op de Ara Pacis. Hij zou de man zijn die uiterst rechts op de afbeelding te zien is.

Tijdens de ontmoeting tussen de triumviri Gaius Julius Caesar Octavianus, Marcus Antonius en Marcus Aemilius Lepidus in Tarentum (36 v.Chr.), werd een huwelijk gearrangeerd tussen Lucius Ahenobarbus en de minderjarige Antonia maior. In feite was dit huwelijk ingegeven door politieke motieven. Lucius Ahenobarbus en zijn vader Gnaius Ahenobarbus waren trouwe aanhangers van Marcus Antonius; Antonia maior was de dochter van Antonius en Octavia Thurina minor. Het huwelijk zou niet alleen de band versterken met Antonius, maar tevens een band scheppen tussen Gaius Julius Caesar Octavianus en de Ahenobarbi. Het daadwerkelijke huwelijk vond plaats rond 26/25 v.Chr.
Het cursus honorum, ofwel de politieke loopbaan van ereambten van Lucius Ahenobarbus, is niet geheel bekend, maar de familieband met Augustus (Lucius Ahenobarbus was een aangetrouwde neef van de princeps) heeft naar aller waarschijnlijkheid een belangrijke rol gespeeld. Bekend is dat hij in 22 v.Chr. aangesteld werd tot aedilis plebis. Hij zou in deze hoedanigheid de censor Lucius Munatius Plancus beledigen. Hij dwong deze ambtenaar - hoger in rang dan hij - om voor hem uit de weg te gaan toen hij met de wagen door de straten stormde. In 16 v.Chr. werd hij, samen met Publius Cornelius Scipio aangesteld als consul.
Na zijn ambtstermijn als consul werd Lucius Ahenobarbus in 12 v.Chr. aangesteld als proconsul van de provincia Africa. In de periode 7 - 2 v.Chr. deed hij, als opvolger van Tiberius, dienst als legatus propraetore in de provincia Illyricum en ontplooide zich tot een kundig militair bevelhebber. Hij wist verder door te stoten in het Germaanse gebied dan al zijn voorgangers en bereikte uiteindelijk zelfs de Elbe. Na deze militaire prestaties verkreeg L. Domitius Ahenobarbus het bevel over de Romeinse troepen gelegerd in Germania. Tijdens zijn aanwezigheid in het noorden liet hij een strategisch lange brug (pontes longi) aanleggen tussen de Rijn en de Eems. Voor zijn kundigheid en militaire successen werd L. Domitius Ahenobarbus door Augustus beloond met een insignia triumphalia.
De band tussen Augustus en Lucius Ahenobarbus moet zeer sterk zijn geweest. Lucius Ahenobarbus werd immers door de eerste princeps aangewezen om op te treden als executeur-testamentair na diens dood in 14 n.Chr.
Lucius Domitius Ahenobarbus stierf zelf in 25 n.Chr. Hij liet drie kinderen achter: Gnaius Domitius Ahenobarbus, Domitia Lepida maior en Domitia Lepida minor.

## Referentie
- J. Hazel, art. Ahenobarbus, Lucius Domitius (7), in J. Hazel, Who's Who in the Roman World, Londen - New York, 2001, p. 7.

## Voetnoten
1. ↑  Suetonius, Nero 5; Plutarchus, Antonius 87; Tacitus, Annales IV 44.
2. ↑  Suetonius, Nero 4.
3. 1 2 3  Tacitus, Annales IV 44.
4. ↑  Vipsania on the Ara Pacis?, Jasperburns.com